# 蓝腰鹦鹉
蓝腰鹦鹉，也称蓝腰短尾鹦鹉，一种小型鹦鹉，是鸚形目舊世界鸚鵡科藍腰鸚鵡屬下的一種鳥類。這種鳥類曾為該屬下唯一的物種，但2021年起當中的其中一個亞種被認為有足夠的不同而被獨立為锡米卢鹦鹉。
2022年，为了与其分类地位相符，“中国鸟类名录”10.0版将蓝腰短尾鹦鹉的中文名修改为蓝腰鹦鹉。

## 形态特征
成年蓝腰鹦鹉体长约20cm，尾短。身体大部分为绿色。雄鸟头部和腰部蓝色，雌鸟头部灰棕色。

## 分布
蓝腰鹦鹉主要分布于缅甸南部、泰国南部和西部、马来半岛、新加坡、苏门答腊岛和婆罗洲等地。2005年曾在中国云南省普洱市思茅区莱阳河保护区发现一只雄鸟。

## 亚种
蓝腰鹦鹉分为2个亚种：
- Psittinus cyanurus cyanurus J. R. Forster, 1795
- Psittinus cyanurus pontius Oberholser, 1912